# Tell Me Goodbye
"Tell Me Goodbye" é uma canção do grupo sul-coreano Big Bang. Foi lançada como seu quarto single em língua japonesa em 9 de junho de 2010, através da YG Entertainment e Universal Music Japan. A faixa título tornou-se o tema musical do drama sul-coreano Iris (2009), exibido no Japão através da emissora TBS.
Após seu lançamento, "Tell Me Goodbye" alcançou a posição de número cinco pela parada semanal japonesa Oricon Singles Chart e mais tarde, foi inserida na lista de faixas de Big Bang 2 (2011), terceiro álbum de estúdio japonês do Big Bang. 

## Lançamento
"Tell Me Goodbye"  foi lançado contendo duas versões em seu formato físico, sendo elas CD single e CD single+DVD, ambas as versões contém a faixa "Hands Up", que posteriormente recebeu uma versão em língua coreana e foi adicionada a Tonight (2011), quarto extended play (EP) coreano do Big Bang. Adicionalmente, ao contrário dos lançamentos japoneses anteriores do grupo, "Tell Me Goodbye" também foi um single lançado oficialmente na Coreia do Sul.

## Faixas e formatos
| Tell Me Goodbye – CD single |                           |         |  |
| N.º                         | Título                    | Duração |  |
| 1.                          | "Tell Me Goodbye"         | 4:05    |  |
| 2.                          | "Hands Up"                | 3:56    |  |
| 3.                          | "Tell Me Goodbye" (remix) | 4:51    |  |
| Duração total:              | Duração total:            | 12:52   |  |

| Conteúdo bônus em DVD – Edição CD single+DVD |                                              |         |  |
| N.º                                          | Título                                       | Duração |  |
| 1.                                           | "Tell Me Goodbye" (Vídeo musical)            |         |  |
| 2.                                           | "Tell Me Goodbye" (Vídeo musical- Making of) |         |  |

## Desempenho nas paradas musicais
O lançamento de "Tell Me Goodbye" no Japão, levou o single a estrear em seu pico de número dezesseis pela Billboard Japan Hot 100. Na parada da Oricon, a canção atingiu a posição de número cinco pela Oricon Singles Chart obtendo vendas de 31,293 mil cópias em sua primeira semana. Mais tarde, "Tell Me Goodbye" recebeu a certificação ouro pela Associação da Indústria de Gravação do Japão (RIAJ), devido sua vendagem de mais de cem mil cópias em formato digital para celulares.
Na Coreia do Sul, "Tell Me Goodbye" estreou em número 49 na Gaon Digital Chart e em número 22 na Gaon Download Chart, além de posicionar-se em seu pico de número 61 na Gaon Streaming Chart. Na semana seguinte, "Tell Me Goodbye"  subiu para as posições de número 34 na  Gaon Digital Chart e de número treze pela Gaon Download Chart, além de se estabelecer no top 10 da Gaon Album Chart, tornando o Big Bang, o primeiro artista coreano a figurar na parada da Gaon com um lançamento de língua japonesa.

### Posições
| Paradas (2010)                              | Melhor posição |
| ------------------------------------------- | -------------- |
| Coreia do Sul (Gaon Weekly Digital Chart)   | 34             |
| Coreia do Sul (Gaon Weekly Download Chart)  | 13             |
| Coreia do Sul (Gaon Weekly Streaming Chart) | 47             |
| Coreia do Sul (Gaon Weekly Album Chart)     | 9              |
| Japão (Oricon Weekly Singles Chart)         | 5              |
| Japão (Billboard Japan Hot 100)             | 16             |

### Certificações
| País  | Provedor | Certificação | Vendas  |
| ----- | -------- | ------------ | ------- |
| Japão | RIAJ     | Ouro         | 100,000 |

## Histórico de lançamento
| Região        | Data                | Formato                  | Gravadora                              |
| ------------- | ------------------- | ------------------------ | -------------------------------------- |
| Japão         | 9 de junho de 2010  | CD single CD single+ DVD | YG Entertainment Universal Music Japan |
| Coreia do Sul | 9 de junho de 2010  | CD single                | YG Entertainment                       |
| Taiwan        | 18 de junho de 2010 | CD single                | Warner Music Taiwan                    |